# Sigmund Haringer
Sigmund Haringer (ur. 9 grudnia 1908 w Monachium, zm. 23 lutego 1975), niemiecki piłkarz, obrońca. Brązowy medalista MŚ 34.

## Kariera sportowa
Grał w klubach z rodzinnego miasta: Bayernie (1928–1934) oraz Wackerze (1934–1939), a także Norymberdze (1939–1940).
W reprezentacji Niemiec zagrał 15 razy. Debiutował 15 marca 1931 w meczu z Francją, ostatni raz zagrał w 1937. Podczas MŚ 34 wystąpił w trzech meczach.